# هیولاها: داستان لایل و اریک منندز
هیولاها: داستان لایل و اریک منندز (انگلیسی: Monsters: The Lyle and Erik Menendez Story) فصل دوم مجموعه تلویزیونی آنتولوژی، درام، جنایی و بیوگرافی آمریکایی هیولا است که توسط رایان مورفی و ایان برنن برای نتفلیکس ساخته شده است. این فصل به قتل‌های خوزه (خاویر باردم) و کیتی منندز (کلویی سونی) در سال ۱۹۸۹ می‌پردازد که توسط پسرانشان، لایل (نیکولاس الکساندر چاوز) و اریک (کوپر کاچ) کشته شدند.
الگو:جوایز و نامزدی ها
(جوایز هنری دیلی کالیفرنیا)
برنده جایزه بهترین بازیگر نقش اول مرد سریال درام تلویزیونی(کوپر کاچ)
(جوایز گلدن گلوب 2025)
نامزد دریافت جایزه گلدن گلوب بهترین بازیگر نقش اول مرد فیلم یا سریال محدود تلویزیونی(کوپر کاچ)
نامزد دریافت جایزه گلدن گلوب بهترین بازیگر نقش مکمل مرد فیلم یا سریال محدود تلویزیونی(خاویر باردم)
نامزد دریافت جایزه گلدن گلوب بهترین سریال محدود یا گلچین تولید شده برای تلویزیون
پس از دامر – هیولا: داستان جفری دامر این دومین فصل از مجموعه آنتولوژی هیولا است. نتفلیکس که در ابتدا این نمایش را در سال ۲۰۲۰ به عنوان یک مجموعهٔ محدود سفارش داد، در سال ۲۰۲۲ اعلام کرد که به‌عنوان مجموعه‌ای گلچین، این سریال برای دو نسخه دیگر بر اساس زندگی «دیگر چهره‌های هیولایی» تمدید شده است. فصل دوم که بر روی برادران منندز تمرکز دارد، در تاریخ ۱ می ۲۰۲۳ اعلام شد که در حال ساخت است.
این فصل از سریال در ۱۹ سپتامبر ۲۰۲۴ منتشر شد. این فصل نقدهای ضد و نقیضی از منتقدان دریافت کرد؛ آنها اجراها، موسیقی و کیفیت کلی تولید را تحسین کردند اما به مدت زمان، لحن ناهماهنگ و نمایش زنای محارم برادران منندز انتقاد وارد کردند. اریک منندز این فصل را به دلیل نادرستی‌های آن، به ویژه به‌خاطر تجسم لایل منندز، محکوم کرد. علی‌رغم جنجال‌ها، این سریال به موفقیت تجاری جهانی دست یافت و به رتبه نخست پخش نتفلیکس جهانی رسید. فصل سوم با نام هیولای اصلی در حال ساخت است، و در آن چارلی هونام در نقش اد گین حضور دارد.

## تولید

### فیلمبرداری
تولید این فصل ابتدا برای سپتامبر ۲۰۲۴ برنامه‌ریزی شده بود، اما به دلیل اعتصابات ۲۰۲۳ سگ-افترا و اعتصاب انجمن نویسندگان آمریکا در سال ۲۰۲۳ به تعویق افتاد. فیلمبرداری اصلی از مارس تا ژوئیه ۲۰۲۴ در لس آنجلس، کالیفرنیا انجام شد.

### موسیقی
جولیا و توماس نیومن آهنگ اصلی این فصل از سریال را ساختند. آلبوم موسیقی متن رسمی در تاریخ ۱۳ سپتامبر ۲۰۲۴، قبل از انتشار فصل، در پلتفرم‌های پخش موسیقی مختلف منتشر شد.

## پخش
هیولاها: داستان لایل و اریک منندز در ۱۹ سپتامبر ۲۰۲۴ در نتفلیکس منتشر شد.